# Сторожка Глыби
Сторожка Глыби — населённый пункт в Фировском районе Тверской области. Входит в состав Рождественского сельского поселения.
Находится в 18 километрах к северу от районного центра посёлка Фирово, на берегу озера Глыби.
Населения по переписи 2010 года 2 человека.